# Lepidocephalichthys hasselti
Lepidocephalichthys hasselti és una espècie de peix de la família dels cobítids i de l'ordre dels cipriniformes.

## Morfologia
- Els mascles poden assolir 6 cm de llargària total.[3][4]

## Alimentació
Menja zooplàncton i algues.

## Hàbitat
Viu en zones de clima tropical.

## Distribució geogràfica
Es troba des de Tailàndia fins al Vietnam i Indonèsia.